# 大楠雄藏
大楠雄藏 （1977年5月2日—），出生于日本大阪府的音樂人。畢業於音樂專門學校。英文名為「U-zo Ohkusu」。2004年擔任ZARD"What a beautiful moment Tour"的鍵盤手。为Being旗下艺人。

## 經歷
- 2003年在Hills 麵包工場為中心開始展開活動。
- 2004年和望月美玖、大賀好修組成OOM

## 參與音樂合作藝人
- 竹井詩織里
- 宇徳敬子
- 高岡亞衣
- doa
- 星田紫帆
- 森田葉月
- 森川七月

## 相關事項
- OOM
- Being,Inc.
- GIZA studio

## 相關網站
- OOM官方網站（日語）